# Gönyű
Gönyű ist eine ungarische Gemeinde am Ufer der Donau im Kreis Győr im Komitat Győr-Moson-Sopron.

## Geografische Lage
Gönyű liegt 15 Kilometer nordöstlich des Komitatssitzes und der Kreisstadt Győr am rechten Ufer der Donau, die die Grenze zur Slowakei bildet. Auf der anderen Seite der Donau liegt die slowakische Gemeinde Klížska Nemá. Der östlich des Ortes verlaufende Fluss Cuhai-Bakony-ér bildet die Grenze zur Nachbargemeinde Nagyszentjános.

## Geschichte
In römischer Zeit führte die der Donau folgende Limesstraße durch den Ort. Sie wurde auch noch im Mittelalter genutzt und konnte auf einem 1952 aufgenommenen Luftbild festgestellt werden. Heute ist die alte Trasse überbaut; die moderne Straßenführung folgt nicht ihrem Verlauf. Außerdem wird davon ausgegangen, dass an der Irányi Dániel utca, rund 45 Meter östlich der Limesstraße, ein römischer Wachturm gestanden hat. Seine Aufgabe bestand nicht nur darin, Nachrichten zu signalisieren, sondern auch die Donau zu überwachen, die damals wie heute als Grenzfluss fungierte.
Im Jahr 1907 gab es in der damaligen Großgemeinde Gönyű 139 Häuser und 1625 Einwohner auf einer Fläche von 9036 Katastraljochen. Sie gehörte zu dieser Zeit zum Bezirk Puszta im Komitat Győr.
Während des Zweiten Weltkriegs ereignete sich auf der Donau ein tragisches Ereignis. Der Dampfschlepper Árpád lief auf eine Mine, explodierte und riss drei Schiffer aus Gönyű mit in die Tiefe. Eine 2003 aus dem Wasser geborgene Seiltrommel des Bootes wird in der lokalen Ausstellung Leben am Ufer der Donau gezeigt. Ein Bootskran steht auf dem Friedhof als Mahnmal an die Tragödie.

## Sehenswürdigkeiten
- Kruzifixe
- Naturlehrpfad Duna Panoráma
- Ortsgeschichtliche Ausstellung Élet a Duna partján
- Reformierte Kirche
- Römisch-katholische Kirche Szent Péter és Pál, erbaut 1774–1786
- Weltkriegsdenkmäler

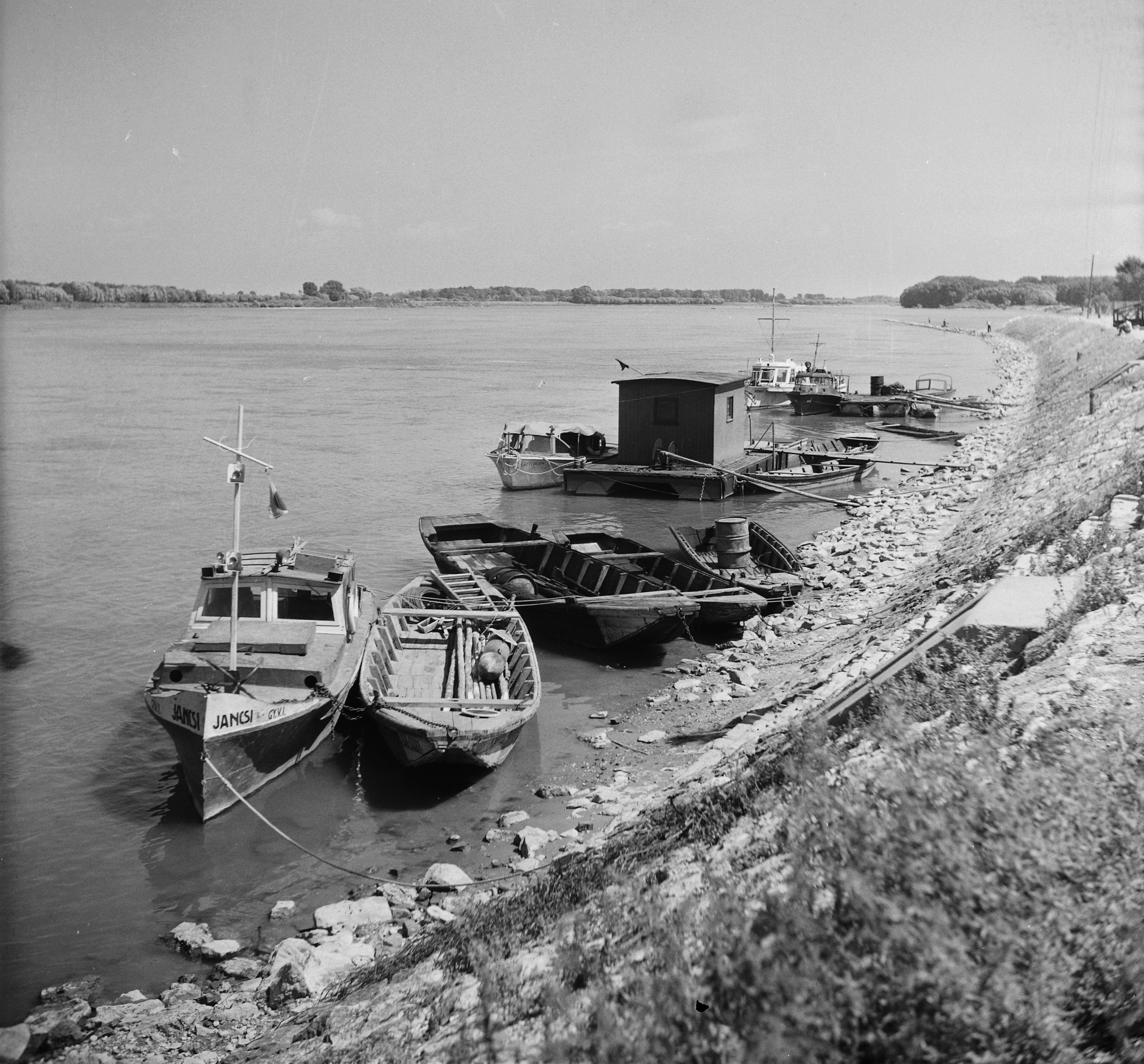
Boote am Donauufer bei Gönyű (1955)
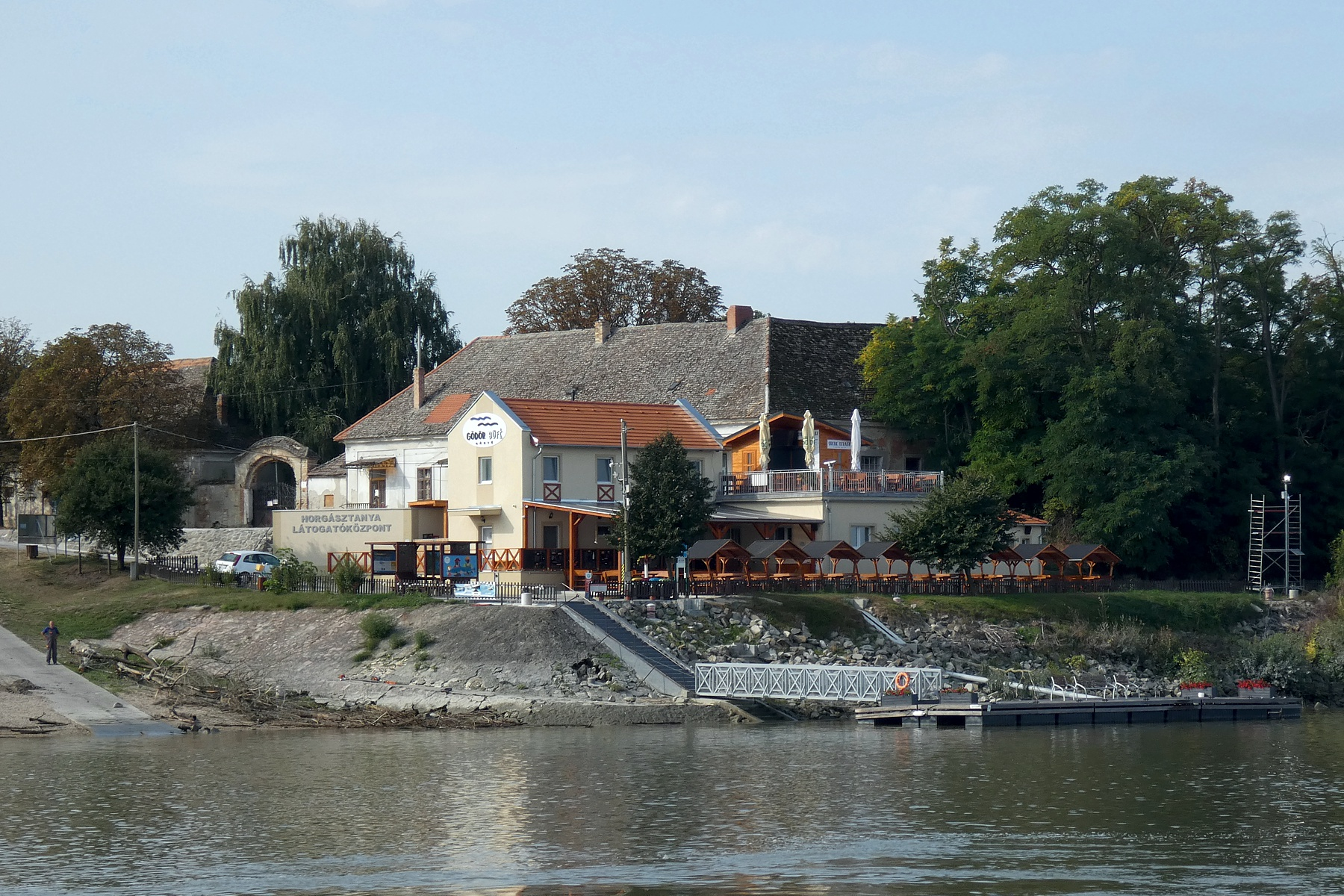
Schiffsanlegestelle und Bootsrampe
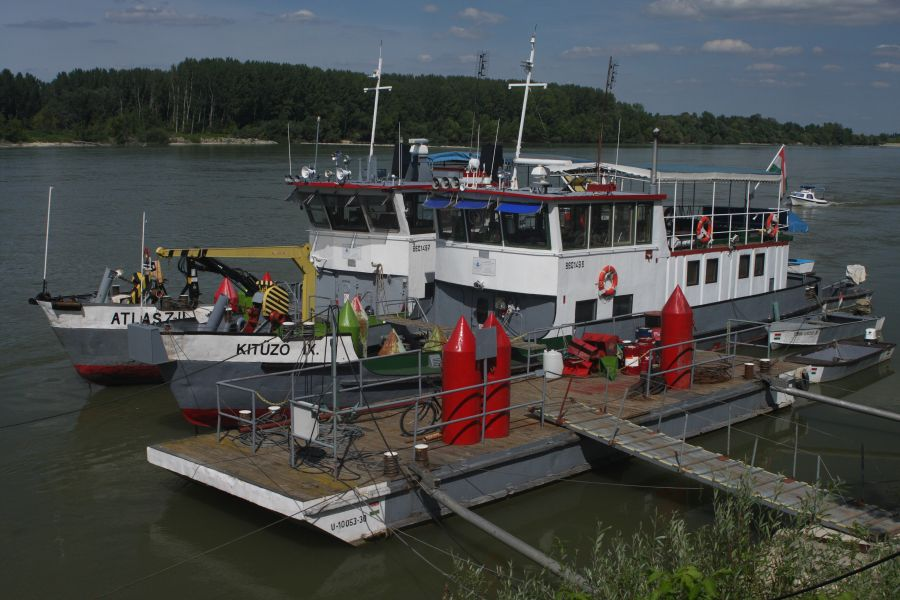
Schiffe im Hafen

## Verkehr
Gönyű liegt an der Hauptstraße Nr. 1 zwischen Győr und Komárom, von der die Landstraße Nr. 8152 nach Nagyszentjános abzweigt. Die Autobahn M1 verläuft gut fünf Kilometer südlich des Ortes. Es bestehen Busverbindungen nach Győr sowie nach Nagyszentjános, wo sich der nächstgelegene Bahnhof befindet.
Etwas östlich des Stadtzentrums gibt es eine etwa 150 m lange Ausbuchtung der Donau, die als Hafen für kleinere Schiffe genutzt wird. Noch weiter östlich gibt es an einem Nebenarm der Donau ein Industriegelände mit eigenem Kai und Verlademöglichkeiten.